# Craig Lincoln
Craig Howard Lincoln (Minneapolis, 7 ottobre 1950) è un tuffatore statunitense.

## Biografia
Ai Giochi panamericani di Cali 1971 ha vinto la medaglia d'argento nel trampolino 3 metri, piazzandosi dietro al connazionale Mike Finneran.
Ha rappresentato la nazionale degli Stati Uniti ai Giochi olimpici estivi di Monaco di Baviera 1972, vincendo la medaglia di bronzo nel concorso dei tuffi dal trampolino 3 metri, terminando la gara alle spalle del sovietico Vladimir Vasin e dell'italiano Giorgio Cagnotto.

## Palamarès
- Giochi olimpici

Monaco di Baviera 1972: oro nel trampolino 3 m
- Giochi panamericani

Cali 1971: argento nel trampolino 3 m